# TaqI
TaqI är ett restriktionsenzym som finns i Thermus aquaticus. Dess funktion är att klyva DNA-strängar vid sekvensen TCGA. Den klyver inte rakt av utan skapar klistriga ändar, det vill säga ena delen skjuter ut.